# Alter Krahnen (Trier)

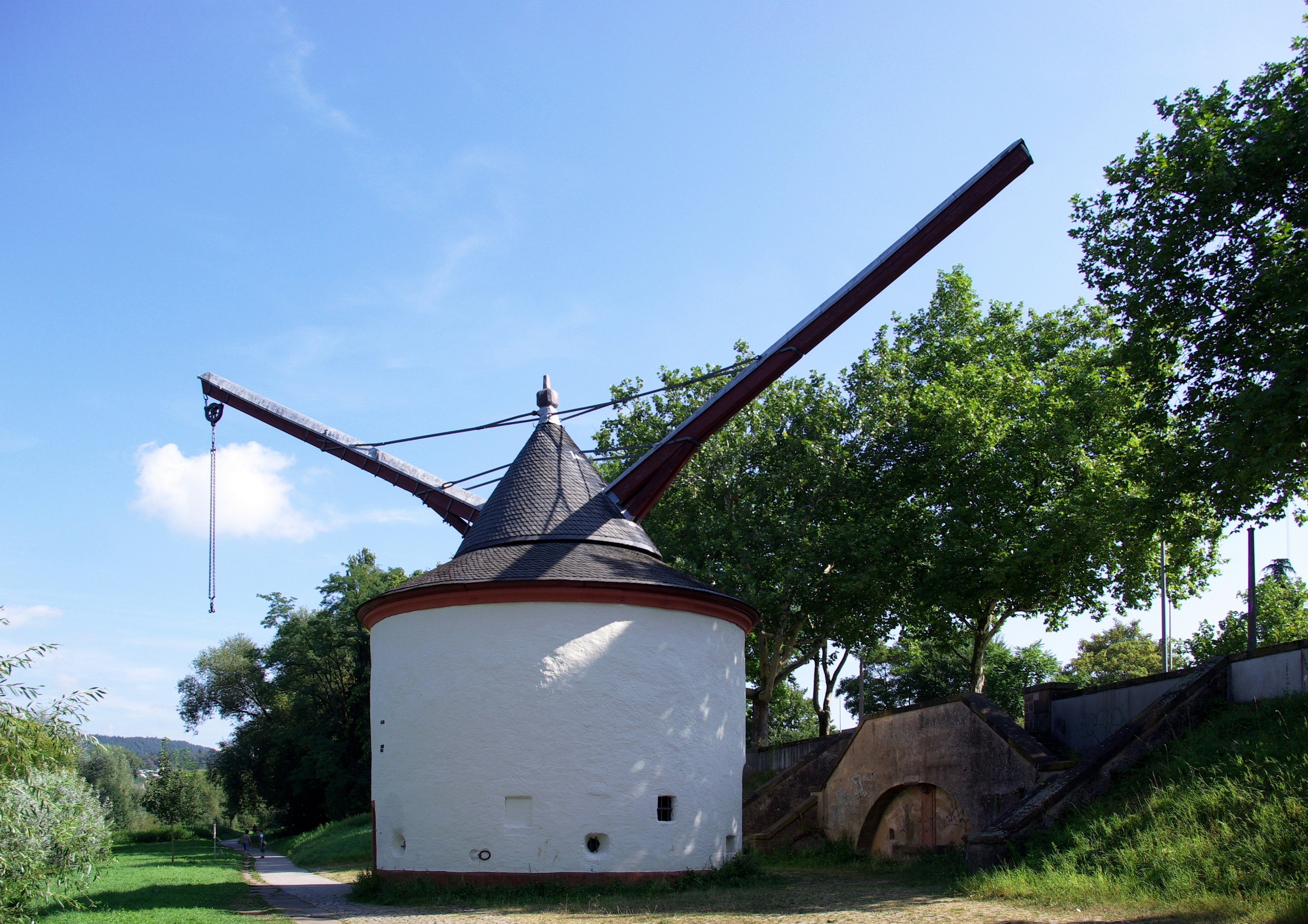
Der Alte Krahnen von Süden

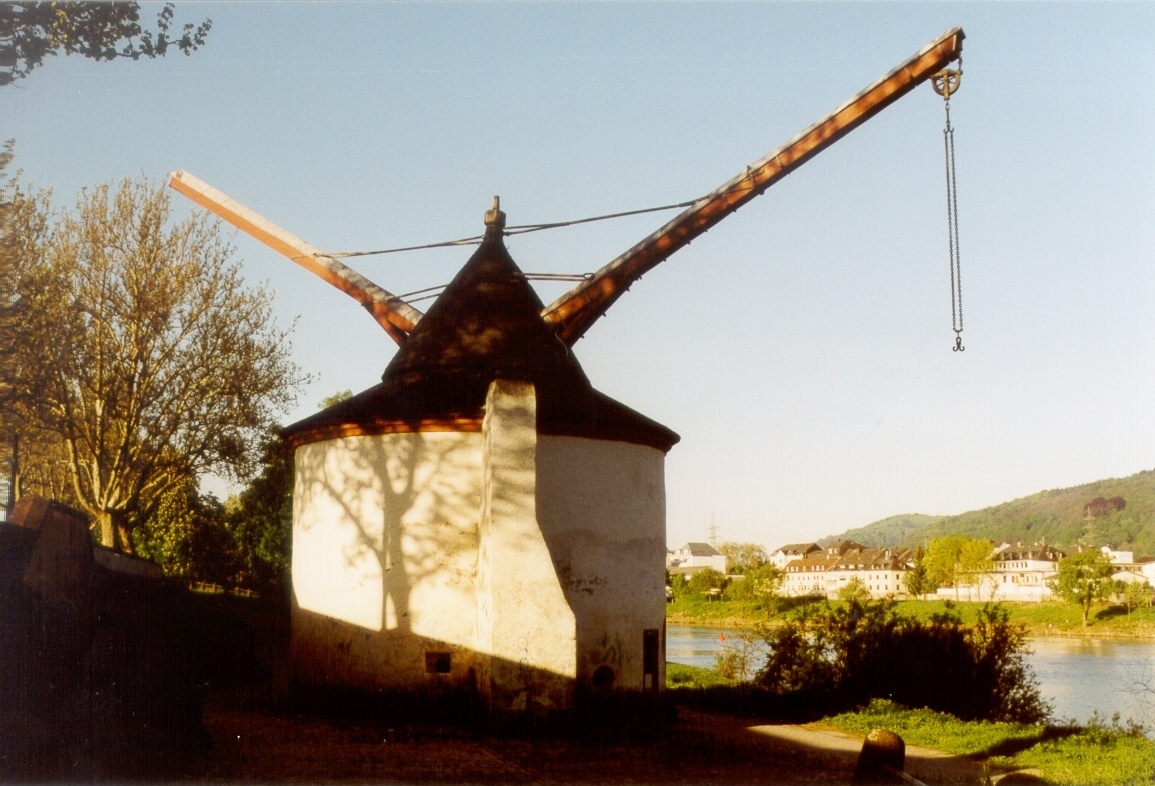
Der Alte Krahnen von Norden; in der Mitte der nachträglich angebaute Kamin

Der Alte Krahnen, auch Alter Moselkran genannt, ist ein Hafenkran in Trier. Der Steinbau aus dem Jahre 1413 steht am heutigen Krahnenufer auf der rechten Moselseite.
Von der Bauweise her ist er ein Turmdrehkran mit zwei Treträdern (Durchmesser: 4,16 m; Antrieb durch je zwei Windenknechte), Doppelausleger (anfangs mit einem Auslegearm ausgerüstet, seit 1778 mit einem zweiten Ausleger als Balanceelement), drehbarem Kegeldach über vertikale Holzachse („Kaiserbaum“, 12 m) auf Eisenzapfen und Kettentrommel mit Kette und einfachem Flaschenzug. Seine Tragfähigkeit wird auf ein bis zwei Tonnen geschätzt. Er hat, obwohl er mehr als hundert Jahre älter ist, Ähnlichkeit und Parallelen zum gleichnamigen „Alten Krahnen“ von Andernach, einem ebenfalls aus Stein errichteten Rheinkran in spätgotischem Stil.
Das aus Eiche gebaute Getriebe des Kranhauses wurde dendrochronologisch auf 1778 und 1863 datiert.
Der Alte Krahnen ist sowohl ein kulturhistorisches, industrielles und wirtschaftliches Wahrzeichen der Stadt Trier. Mit dem Danziger Krantor aus dem 14. Jahrhundert (erstes Krantor von 1367) gehört der „Alte Krahnen“ zu Trier zu den ältesten Hebeeinrichtungen dieser Art im deutschsprachigen Raum, von denen es allein am Rhein und seinen Nebenflüssen mehr als 30 im 16. Jahrhundert gab.

## Vor dem Bau des Krans: Schwimmkran
In Trier wurde vermutlich bereits in den siebziger Jahren des 14. Jahrhunderts ein Kran auf einem Schiff eingesetzt, um Triers Moselbrücke (Römerbrücke) auszubessern. Belege für den allgemeinen Einsatz eines Schwimmkrans als Verladekran fehlen aus dieser Zeit jedoch.
Erst für 1403/04 ist der Bau eines Schwimmkrans nachgewiesen, der anschließend verpachtet wurde; unklar ist, ob es der Erst- oder Neubau eines Schwimmkrans in Trier war. Anhand von Rechnungen für aufwendige Ausbesserungsarbeiten aus dem Jahr 1406/07 lässt sich schließen, dass sich das Hebewerk des Krans – auf dem Schiff – in einem hölzernen, überdachten Kranhaus befand. Es handelte sich wohl um einen Drehkran mit einem Ausleger, der um die Achse des Krans gedreht werden konnte. Denn der Kranbaum stand vermutlich auf einem eisernen Zapfen, der in einem pfannenähnlichen Lager auflag, und wurde von einem eisernen Dreifuß aus Eisen gehalten. Mit einem Kranrad konnte ein Seil, das über Ausleger und Kranbaum verlief, auf eine Welle gewickelt werden. Damit entspricht die Technik des Trierer Krans im Großen und Ganzen jener von Baukränen, wie sie schon Jahrhunderte vorher benutzt wurden.
Die Jahrespacht betrug ca. 350 Trierische Pfund.

## Baugeschichte des Alten Krahnen

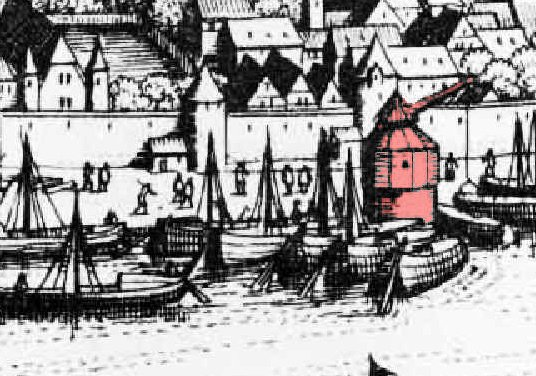
Alter Krahnen mit nur einem Ausleger und ohne Kamin auf dem Stich von Matthäus Merian von 1646 (Färbung nicht im Original)

1413, also nur wenige Jahre nach Bau und Reparatur des Trierer Schiffskrans, erhielt der Moselschiffer Gobel, „Lieffgins Sohn“, der bisher einer der Pächter des Trierer Schwimmkrans gewesen war, die Erlaubnis des Trierer Erzbischofs Werner von Falkenstein zum Neubau eines Landkrans. Nach den Bauvorschriften war Gobel verpflichtet, den Kran vor der Johannispforte (Stadttor, das im 15. Jahrhundert auch Kranentor genannt wurde) zu errichten und gegen Eisgang und Hochwasser zu sichern. Außerdem sollte er eine Lage tragfähiger Balken auf Mauerwerk legen und darauf den Kran bauen (uff daz mu(e)rewercke… eyn bette mit guden starcken treben done legen und machen und dar uff eynen nu(e)wen cranen mit allem wercke, az dar zu horet setzen …). Der Erbauer war daher nicht ausdrücklich gehalten, den neuen Kran in Stein zu bauen; es wurde daher überlegt, ob das Hebewerk des Krans möglicherweise erst zu einem späteren Zeitpunkt mit Stein umbaut wurde. Der ursprüngliche Kranbau hatte möglicherweise bereits Zinnen, wie ihn die Ansicht in Sebastian Münsters Cosmographiae Universalis (1548) zeigt. Gobel und aufgeführte Familienangehörige durften den Kran zeitlebens gegen eine Jahresgebühr von 26 rheinischen Gulden betreiben.
Der Trierer Alte Krahnen ersetzte somit den älteren hölzernen Schwimmkran durch einen Landkran. Das schuf eine weitgehende Unabhängigkeit gegenüber wechselndem Wasserstand. Als Steinturmkran war er zudem teurer, aber auch robuster als die in dieser Zeit üblicherweise aus Holz gebauten Turmkräne andernorts.
Bereits 1452 ging der Kran in städtischen Besitz über, da die Eignerfamilie mit dem Sohn des Erbauers ausstarb. Die Erweiterung der Johannisstraße nach dem 25. Juli 1556 (entsprechende Erlaubnis durch den Konvent von Mettlach) führte offenbar zu einer Versetzung des Krans (der verruckt und versetzt worden, daraus dann allerhand Unzuträglichkeiten ergaben).
Um 1630 erfolgte ein Umbau, möglicherweise der an der Nordseite nachträglich angesetzte Anbau mit Kamin (siehe aktuelle Ansicht). Vor 1646 (der Zeitpunkt ist unklar) wurde außerdem auf halber Höhe ein aus der Mauer vorkragender hölzerner Umgang ergänzt, wie ihn Matthäus Merians Stich zeigt. Merians Ansicht soll daher im Falle des Alten Krahnens in diesem Punkt seine Vorlage der Wirklichkeit angepasst haben; den Kamin des Krans zeigt der Stich aber dennoch nicht.
Der „Alte Krahnen“ diente 1773/74 als Vorbild für den Bau des „Trierer Zollkrans“ oder „Jüngeren Moselkrans“ nahe dem Hauptzollamt, 250 m moselaufwärts am selben Ufer, bevor er 1778 mit dem bereits geplanten Einbau eines zweiten Auslegers wieder instand gesetzt wurde. Die Gesamtweite beider Ausleger beträgt heute ca. 26 m, die Ausleger sind 15 Meter über dem Boden angebracht. Zu weiteren Ausbesserungen kam es 1863. Erst 1910 wurde der Kran außer Dienst gestellt.
Nachdem der Alte Krahnen zum Ende des Zweiten Weltkriegs stark beschädigt worden war, wurden 1950 weitere Bauarbeiten und Instandsetzungen durchgeführt. 1992 erfolgte eine umfassende Generalüberholung des Krans mit dem Einbau neuer Eichenholzausleger und eines neuen Flaschenzuges.
Der Kran ist heute voll funktionsfähig. Durch die Aufschüttung des Moselufers steht er allerdings nicht mehr unmittelbar am Fluss, so dass die Ausleger nicht mehr bis zum Wasser reichen.

## Bedeutung des Alten Krahnen für die Stadt Trier
Der Bau des Krans am Johannisufer („Krahnenufer“) führte zur Verlegung des Moselhafens (früher am Martinskloster) und damit zur Ansiedlung von Schiffern, Lotsen, den zahlreichen Kranknechten wie etwa Windenknechten und Hafenarbeitern an der neuen Anlandestelle. Das trug maßgeblich zum wirtschaftlichen Aufschwung der Stadt bei.
Anfangs rentierte sich der Trierer Landkran kaum, ebenso wie zuvor der Schiffskran. Von 1488/89 bis 1496/97 ist belegt, dass die Gebühren kaum für die Betriebskosten ausreichten. Nach einer lange unterlassenen Gebührenerhöhung bildete der Kran jedoch ab Anfang des 16. Jahrhunderts eine stetige Einnahmequelle der Stadt, die sie zumindest anfangs ohne Abgaben an den Erzbischof einbehalten konnte. 1549 verbot der Stadtrat dem neuen Trierer Kranmeister, Waren nachts oder ohne die vorgeschriebenen Gebühren zu verladen – vermutlich, um mögliche Übervorteilungen durch den Kranmeister zu vermeiden.
Eine wichtige Rolle spielte der Kran für die Umsetzung des Stapelrechtes vom Beginn des 14. Jahrhunderts bis zum Einmarsch der französischen Revolutionstruppen 1794. Zugleich erlaubte er allgemein die Erfassung der verladenen Güter und ihre Zuordnung auf Klöster und Stifte, wie sie dem Trierer Kranmeister 1528 aufgetragen wurde. Aufgrund der Bedeutung der Mosel als Transportweg konnte dadurch kontrolliert werden, welche Waren steuerpflichtig waren. Nach einem Konflikt zwischen Stadt und geistlichen Institutionen – also vor allem den zahlreichen Klöstern in und um Trier und dem Domkapitel – hatte ein 1440 geschlossener Vergleich festgelegt, dass der Klerus Güter aus der Nähe von Trier zwar weiterhin steuerfrei in die Stadt transportieren und handeln konnte; keine Steuerprivilegien gab es hingegen für Getreide und vor allem das in Trier wichtigste Handelsgut Wein, sofern sie aus weiterer Entfernung – von einem der zahlreichen Besitzungen des Klerus – angeliefert wurden. Über die Frage der Steuerprivilegien wurde zwar auch weiterhin gestritten, dennoch oblag dem Kranmeister generell eine wichtige Kontrollfunktion, und Unregelmäßigkeiten bei seiner Warenkontrolle wurden im Verlauf des 16. Jahrhunderts etwa durch den Abgleich mit dem Kranentorpförtner auszumerzen versucht.
Für die Bedeutung des Krans spricht auch die personelle Besetzung der Kranmeister, die für den Betrieb des Krans ebenso zuständig waren wie für die Erhebung der Gebühren. Oft waren es selbst Schiffer, die dadurch gewisse Vorkenntnisse mitbrachten. Zwischen 1450 und 1500 wurden mehrfach die Amtsmeister der Schifferzunft, die seit den siebziger Jahren des 15. Jahrhunderts zugleich Stadtratsmitglieder waren, Kranmeister. Insgesamt kamen Kranmeister wohl mehrheitlich aus der Mittel- und hin und wieder sogar aus der Oberschicht der Stadt.